# Liederschiedt
Liederschiedt település Franciaországban, Moselle megyében. Lakosainak száma 117 fő (2022. január 1.). Liederschiedt Bousseviller, Haspelschiedt, Roppeviller, Waldhouse és Walschbronn községekkel határos.

## Népesség
A település népességének változása:
| Lakosok száma | 165  | 138  | 130  | 128  | 134  | 128  | 122  | 120  | 119  | 117  |
|               | 1968 | 1982 | 1990 | 2006 | 2013 | 2015 | 2017 | 2019 | 2020 | 2022 |